# Сакраменто Кэпиталз
Сакраменто Кэпиталз (англ. Sacramento Capitals) — команда профессиональной теннисной лиги World TeamTennis. Базировалась в Розвилле, штат Калифорния (пригород Сакраменто).

## История
«Сакраменто Кэпиталз» выступали в лиге World TeamTennis в течение 28 лет и являлись самой титулованной командой лиги. Команда становилась чемпионом лиги шесть раз, в том числе четырежды подряд, с 1997 по 2000 год. Ещё три раза команда играла в финале лиги. Игроки команды больше десяти раз избирались MVP лиги, a Брайан Макфи и Марк Ноулз являются лидерами лиги среди мужчин по количеству титулов MVP, которые они завоёвывали по три раза.
«Сакраменто Кэпиталз» проводли свои домашние матчи на Capitals Stadium, расположенном вблизи торгового центра «Westfield Galleria at Roseville». Стадион представлял собой временную конструкцию, рассчитанную на 2500 зрителей. В феврале 2014 года было объявлено, что после 28 лет выступлений «Сакраменто Кэпиталз» место в лиге передаётся Лас-Вегасу, где в 2014 году будет выступать команда «Лас-Вегас Неон». Через две недели, однако, владелец команды Дипал Ваннакуватте был арестован полицией по обвинению в финансовых махинациях, и 6 марта руководство лиги WTT сообщило, что Лас-Вегас не будет представлен в турнире 2014 года.

### История участия в финалах лиги World TeamTennis[4]
| Результат | Год  | Соперник в финале              | Счёт                           |
| --------- | ---- | ------------------------------ | ------------------------------ |
| Поражение | 1986 | San Antonio Rackets            | 23-25                          |
| Поражение | 1989 | San Antonio Rackets            | 25-27                          |
| Победа    | 1997 | По лучшему результату в сезоне | По лучшему результату в сезоне |
| Победа    | 1998 | New York Buzz                  | 30-13                          |
| Победа    | 1999 | Springfield Lasers             | 23-15                          |
| Победа    | 2000 | Delaware Smash                 | 21-20                          |
| Победа    | 2002 | New York Buzz                  | 21-13                          |
| Поражение | 2003 | Delaware Smash                 | 14-21                          |
| Победа    | 2007 | New York Buzz                  | 24-20                          |
| Поражение | 2012 | Washington Kastles             | 19-20                          |

## Игроки
Среди известных теннисистов, выступавших за команду в прошлом, — первые ракетки мира Джон Макинрой, Джимми Коннорс, Бьорн Борг, Андре Агасси, Пит Сампрас, Энди Роддик, Мартина Навратилова, Мартина Хингис, Линдсей Дэвенпорт и Винус Уильямс.